# Saint-Martin-des-Combes
 Saint-Martin-des-Combes  (en occitano Sent Martin de las Combas) es una comuna y población de Francia, en la región de Aquitania, departamento de Dordoña, en el distrito de Bergerac y cantón de Villamblard.
Su población en el censo de 1999 era de 180 habitantes.
Está integrada en la Communauté de communes du Pays de Villamblard .

## Demografía
| 197 | 150 | 132 | 134 | 151 | 180 |
| Para los censos de 1962 a 1999 la población legal corresponde a la población sin duplicidades (Fuente: INSEE [Consultar]) |     |     |     |     |     |